# 孝昌
孝昌（こうしょう）は、南北朝時代の北魏において、孝明帝の治世に使用された元号。525年6月-528年正月。

## 西暦・干支との対照表
| 孝昌 | 元年  | 2年   | 3年   | 4年   |
| 西暦 | 525年 | 526年 | 527年 | 528年 |
| 干支 | 乙巳  | 丙午  | 丁未  | 戊申  |